# Источно Повардарје (март 1907)
Несрећна погибија Сандине и Јаћимове чете (Борбе код Јачинца и Стрновца) означила је само почетак недаћа у Источном Повардарју. Новоформирана таворска чета, која је требало да штити српско село Рудник (село је повезивало српске чете с обе стране Вардара), растурена је од самог војводе. Саму таворску чету растурио је њен новопостављени четовођа, подофицир Обрен Кнежевић. Чету, коју су поред Обрена, састављали заменик и секретар Милош Ивковић, четници Милутин Ковачевић, Василије Васић и Милан Јовановић, имала је задатак да одржава везу са сеоским четама из Рудника, Новог Села, Кожља, Тавора, Пакошева и Ржаничина. Са сеоским четама требало је спутавати реваншистичке аспирације Бугара.
Међутим, одмах по доласку на терен, Обрен Кнежевић и Милош Ивковић су Скопском одбору изразили негодовање што су одређени за таворску чету. Такође, обојица су одбили да ојачају Петкову црногорску (Скопска Црна Гора) чету, која је имала све више посла са Арнаутима и Бугарима.

##### Таворска чета
Рад таворске чете, који је трајао само неколико дана, сводио се на захтеве војводе Обрена Кнежевића локалним мештанима да чета свакодневно буде снабдевена свежим месом, обезбеђивање коња и курира, осигурање канала и слично. Поред тога, војвода је ширио дефетизам тврдећи да се на овом терену не може ништа корисно урадити. Када први његов захтев није испуњен расформирао је чету, тако што је Милоша Ивковића, Васића и Ковачевића са сељацима Рудника упутио Скопском одбору. Сам је остао за то време у Руднику са Јовановићем, одакле би, као учитељ, преко несигурног Велеса дошао у Скопље.
Скопски одбор је Ивковића 18. марта 1907. упутио у Врање. Три дана касније још Обрена Кнежевића. Извршни одбор је за обојицу тражио строгу казну. Ивковић се ту правдао да је само испуњавао наредбе војводе, доке је војвода Обрен Кнежевић донео писмо Скопског одбора где је писало "Не дирати до сутрашње поште." Извршни одбор је тако наредио Кнежевићу да преноћи у одборској згради. Да би избегао смртну казну, коју је могао очекивати, он је успео четника који га је спроводио да превари. Побјегао је до мајора Божидара Терзића, команданта врањског гарнизона и пријавио се као војни бегунац.

##### Јаз међу одборима
Све интервенције Извршног одбора, писмене и усмене, да Кнежевић није бегунац и да се налази на одсуству биле су безуспешне. Терзић је у складу са војним прописима, под стражом, упутио Обрена Кнежевића његовој команди. Ова афера је не само продубила све уочљивији међуодборски јаз, већ је на терену проузроковала веома тешке последице.
Неспоразуми међу одборима огледали су се у чињеницама:
- Извршни одбор, супротно захтеву Скопског одбора, није казнио Милоша Ивковића и грубом непажњом је дозволио да војвода Обрен Кнежевић избегне казну
- Централни одбор је, супротно Одлуци из 1905, уврстио у таворску чету Василија Васића, кога је Извршни одбор искључио из редова четника
- Скопски одбор је захтев за формирањем нове таворске чете упутио Централном одбору тек 25. марта, пошто је обавештен о претећем писму бугарског војводе Милана Гјурковића рудничком свештенику Илији Бучевићу. Решавање по овом захтеву Централни одбор је одложио за своју следећу седницу[1][2][3][4][5][6]

Једину искру светлости у тмурним мартовским данима Источног Повардарја представља рад црногорске чете војводе Петка Илића. Он је успео 28. марта 1907. да избегне сукоб са војском код Побужја, у коме је био опкољен, а затим је код Кучевнишке реке убио тројицу Арнаута, приликом чега је запленио пушку мартинку и револвер са муницијом, један сахат и 180 гроша. Ради затирања трагова два Арнаутина су спаљена а један затрпан.